# Kosmos 122
Kosmos 122 – radziecki eksperymentalny satelita meteorologiczny, piąty z serii Meteor i najpewniej pierwszy wysłany w pełnej konfiguracji (poprzednie były egzemplarzami badawczymi i testowymi).